# 丸三老舗
株式会社丸三老舗（まるさんろうほ）は、茨城県鹿嶋市の鹿島神宮参道にて1822年（文政5年）より営業している菓子製造販売会社。
2005年6月に鹿嶋市にてとり行われた全国植樹祭の折に天皇皇后に献上された常陸風土記、縁の深い鹿島神宮に献上されている鹿島立最中などが、代表銘菓として知られている。

## 店舗
- 本社：茨城県鹿嶋市宮中1-9-22
- 神宮駅前店：茨城県鹿嶋市宮下2-9-6
- まるさんCafe（神宮駅前店店内）：茨城県鹿嶋市宮下2-9-6